# Damir Miljković
Damir Miljković (ur. 3 stycznia 1980) – chorwacki koszykarz KK Zagreb, którego jest wychowankiem. Reprezentant swojego kraju w różnych kategoriach wiekowych. W roku 2005 występował w lidze letniej NBA w barwach Golden State Warriors. W sezonie 2008/2009 występował w PLK w barwach Turowa Zgorzelec. Jego atutem jest dobry rzut z dystansu oraz obrona.

## Przebieg kariery
- 2009–2010 KK Zagreb (CHO)
- 2008–2009 Turów Zgorzelec (POL)
- 2007–2008 Spartak Primorje Władywostok (ROS)
- 2006–2007 Panionios GSS (GRE)
- 2005–2006 Dynamo Sankt Petersburg (ROS)
- 1996–2005 KK Zagreb (CHO)

## Sukcesy
- Reprezentant Chorwacji